# ОӀ
Оӏ, оӏ — кириллический диграф, используемый в письменности цахурского языка.

## Использование
В научных трудах времён СССР для записи цахурских текстов использовался как кириллический алфавит на основе лезгинского, так и модифицированное грузинское письмо. В 1989 было принято решение о введении уроков родного языка для цахурских школьников Дагестанской АССР с 1-го по 4-й классы. В связи с этим в 1990 году филологи Гарун Халилович Ибрагимов и Наби Гаджиевич Исаев составили алфавит для цахурского языка на основе кириллицы. Именно этот алфавит является современной кириллической цахурской письменностью. На нём с 1992 года в Дагестане ведётся преподавание цахурского языка в школах, издание цахурской литературы и газеты «Нур». На территории Азербайджана используется вариант алфавита, в основу которого был положен азербайджанский вариант латинизированной письменности.
С помощью диграфа передаётся фарингализованный огублённый гласный заднего ряда средне-верхнего подъёма [oˤ].
Пример использования в цахурском языке: Оӏрдак — «гусь».